# Matthew (canción)
«Matthew» es una escrita e interpretada por el cantautor estadounidense John Denver. Fue publicada en junio de 1974 como la cuarta canción de su octavo álbum de estudio, Back Home Again.

## Escritura y temática
«Matthew» fue inspirada en la corta vida de su tío Dean Deutschendorf. En la canción, Denver habla de cómo su tío, un granjero de Kansas, lo perdió todo en un tornado cuando se convirtió en adulto. No le quedaba nada más que una Biblia y alegría. Se fue a vivir a la casa de Denver y, aunque lo había perdido todo, se aferró a la Biblia y mostró gozo y fe. Denver también presentó visiones pastorales de crecer trabajando en la granja, basadas en sus experiencias trabajando en granjas en verano durante su juventud. A pesar de que no está claro cómo se eligió el nombre Matthew para el título de la canción, captura el optimismo y otros sentimientos y recuerdos inspirados en su tío Dean.
En un concierto en los estudios Sony Music en febrero de 1995, presentó la canción con el discurso:
“Esta canción fue escrita sobre mi tío Dean. Dean era el segundo hermano menor de mi padre; Había nueve niños y dos niñas—once niños en esa familia. Dean y yo trabajamos juntos en la cosecha de trigo un par de veranos. Estábamos muy, muy unidos. Fue una gran inspiración para mí. Murió alrededor de su cumpleaños número 21 en un accidente automovilístico. Pensé en él y en las cosas que me inspiró, en la vida en la antigua granja familiar Deutschendorf en la que se crió mi padre, y en todo lo que eso significó para mí, y de ahí surgió esta canción”.

## Interpretaciones en vivo
Denver interpretó «Matthew» en la gira de conciertos de Back Home Again. Se grabaron las interpretaciones en el Anfiteatro Universal para el álbum en vivo de 1975, An Evening with John Denver. Denver volvió a interpretar la canción durante el concierto benéfico Farm Aid III el 19 de septiembre de 1987; fue la segunda canción que él interpretó después de abrir con «Take Me Home, Country Roads». Denver interpretó «Matthew» nuevamente en el Farm Aid IV de 1990.

## Créditos y personal
Créditos adaptados desde las notas de álbum de Back Home Again.
Músicos
- John Denver – voz principal y coros, guitarra
- Steve Weisberg – guitarra líder
- Dick Kniss – bajo eléctrico
- John Sommers – banjo
- Hal Blaine – percusión

Personal técnico
- Milton Okun – productor
- Kris O'Connor – productor asistente
- Mickey Crofford – ingeniero de audio
- Artie Togersen – ingeniero asistente
- Richard Simpson – masterización